# Satake Yoshishige
 (décembre 2023).
Si vous disposez d'ouvrages ou d'articles de référence ou si vous connaissez des sites web de qualité traitant du thème abordé ici, merci de compléter l'article en donnant les références utiles à sa vérifiabilité et en les liant à la section « Notes et références ».
Satake Yoshishige est un nom japonais traditionnel ; le nom de famille (ou le nom d'école), Satake, précède donc le prénom (ou le nom d'artiste).
Satake Yoshishige (佐竹 義重, né le 7 mars 1547 et mort le 19 mai 1612) est un daimyo de l'époque Sengoku. Chef à la 18e génération du clan Satake, il est réputé pour sa férocité au combat. Il est aussi connu sous le surnom « Yoshishige l'ogre » (鬼義重, Oni Yoshishige). Il combat souvent contre le clan Go-Hōjō qui étend son pouvoir au sud de Hitachi, par exemple lors de la bataille de Numajiri où 20 000 hommes sous le commandement de Yoshishige affrontent les 80 000 hommes du Hōjō. Les Satake l'emportent, en partie grâce aux plus de 8 600 fusils à platine à mèche de leurs troupes.
Excellente illustration de sa réputation, une anecdote rapporte qu'en la 10e année de l'ère Eiroku (1567), il coupa en deux avec son sabre un samouraï monté à cheval, du heaume jusqu'à la selle. Parce que le cadavre en résultant ressemblait au caractère (文字, monji) pour écrire « huit » en japonais (八, hachi), le sabre fut surnommé « Hachimonji » (八文字). Celui-ci avait été forgé par Chogi, forgeron membre du groupe des Masamune Juttetsu, les dix élèves de Masamune, sa longueur nagasa est de 78,5 cm, et sa courbure sori de 2,1 cm, et le fait qu'il s'agisse d'un katana de bonne taille et non pas d'un genre de fendoir géant démontre plus avant l'habilité et la férocité de Yoshishige, d'autant plus que les daimyōs, comme tous les généraux, avaient tendance à participer aux batailles avec un certain « recul ».